# Diamant (Lied)
Diamant ist ein Lied des Schweizer Sängers und Songwriters Luca Hänni aus dem Jahr 2020.

## Entstehung und Veröffentlichung
Das Lied wurde gemeinsam von Choukri Gustmann, Nebil Latifa, Lukas Loules und Mathias Ramson geschrieben beziehungsweise komponiert. Ramson zeichnete darüber hinaus für die Produktion verantwortlich.
Die Erstveröffentlichung von Diamant erfolgte als Single am 22. Mai 2020 bei Muve Recordings. Diese erschien als digitaler Einzeltrack zum Download und Streaming. Am 9. Oktober 2020 erschien das Lied als Teil von Luca Hännis fünftem Studioalbum 110 Karat. 2023 nahm Hänni das Lied, im Rahmen der TV-Show Sing meinen Song – Das Schweizer Tauschkonzert, im Duett mit Eaz auf. Diese Version wurde am 10. März 2023 auf dem dazugehörigen TV-Sampler veröffentlicht.

## Inhalt
Diamant handelt von dem lyrischen Ich, dass seinem Gegenüber mitteilt, dass es keinen Luxus brauche und es in seinen Augen 110 Karat sowie Diamant sei.

## Musikvideo
Das dazugehörige Musikvideo entstand unter der Regie von India Rischko, die zugleich auch für die Choreografie zuständig war. Im Video tanzen Luca Hänni und Christina Luft, mit der er kurz zuvor Dritter bei der 13. Staffel von Let’s Dance wurde, in einem Wald und an einem Ufersteg. Bis November 2023 zählte das Video über 3,4 Millionen Aufrufe auf dem Videoportal YouTube.

## Charts und Chartplatzierungen
| ChartsChartplatzierungen | Höchstplatzierung | Wochen |
| ------------------------ | ----------------- | ------ |
| Schweiz (IFPI)           | 65 (1 Wo.)        | 1      |